# Winz-Baak
Winz-Baak, bestehend aus den Ortsteilen Winz, Baak und Rauendahl, ist ein nördlich der Ruhr gelegener Stadtteil von Hattingen. Er zählt 7974 Einwohner (31. Dezember 2014). Der Name „Winz“ deutet auf Weinbau in längst vergangener Zeit hin. Der Stadtteil grenzt im Norden an Bochum-Linden und -Dahlhausen, im Westen an Niederwenigern, im Südwesten an Niederbonsfeld, im Süden an Hattingen-Mitte und im Osten an Welper.

## Geschichte
Durch Baak führt von Norden nach Süden die Bochumer Straße, die ehemals zur Bundesstraße 51 (heute Wuppertaler Straße) zählte. Sie ist hier auch Teil eines historischen Handelswegs, der Hilinciweg genannt wird. Als die Ruhrbrücke noch nicht existierte, wurde der Fluss an der „Kölner Furt“ gegenüber dem Isenberg durchquert.
Bis heute trägt Winz-Baak ländliche Züge, doch blickt der Stadtteil auch auf eine Vergangenheit im Ruhrbergbau zurück. Zu den Abbaubetrieben zählten
Blücher,
Carl Theodor,
Der Vater,
Friede,
Hugo,
Maria,
Mathias Erbstollen,
Mercur,
Im Rauendahl,
Ruhrtal I, Ruhrtal II,
Sieben Söhne,
Stephansburger Erbstollen,
Zeche Verlorener Sohn.
Bereits 1787 wurden vier Kohlegruben in Baak mit dem Rauendahler Schiebeweg an die Kohlenniederlage an der Ruhr angeschlossen.
Winz war nach der Neuordnung 1815 Mittelpunkt des preußischen Amtes Winz-Hattingen im Kreis Bochum, das sich bis nach Nierenhof und Essen-Horst erstreckte. Die Bauerschaft Baak wurde zum 1. Juli 1818 auf Vorschlag des Bochumer Landrates von Untzen von der Bürgermeisterei Blankenstein abgetrennt und den Bürgermeistereien Bochum und Hattingen angegliedert.

Ansichtskarte, 1899

Ansichtskarte, 1907

Das Gasthaus Königstein war eine Gastronomie an der Stelle, an der Eisenbahnlinie kurz vor der  Eisenbahnbrücke Hattingen den Ruhrhang durchschnitt. Die Gaststätte wurde 1870 von August König errichtet. 1900 wurde ein Anbau errichtet; Inhaber war inzwischen Wilhelm Rossbach. Eine Rede des Reichstagsabgeordneten Otto Hue 1910 verfolgten hier 4.000 Gäste.  1941 und 1945 waren hier französische Kriegsgefangene untergebracht. Danach war das Objekt ein Kinderheim. In den 1960er Jahren sollte das Haus ein Obdachlosenasyl werden. 1974 wurden im Gebäude zehn Eigentumswohnungen eingerichtet.
Die Gemeinde Baak wurde am 1. April 1926 aufgelöst und zusammen mit Dumberg und Niederwenigern nach Winz eingemeindet. Am 15. Mai 1926 wurde Winz um Niederbonsfeld vergrößert. Am 1. August 1929 wechselte die Gemeinde aus dem Kreis Hattingen in den neu geschaffenen Ennepe-Ruhr-Kreis. Ein Teil der Gemeinde wurde gleichzeitig nach Bochum umgegliedert. Am 1. April 1939 wurden der Gemeindeteil Baak in die Stadt Hattingen umgegliedert.
Am 1. Januar 1970 kam die Gemeinde Winz durch das Gesetz zur Neugliederung des Ennepe-Ruhr-Kreises zu Hattingen.
Die kommunistische Baugenossenschaft Wiederaufbau aus Winz-Baak ging 1942 in den Hattinger Wohnstätten auf.

## Infrastruktur
In Winz-Baak gibt es ein funktionierendes gesellschaftliches Leben. Der Männergesangsverein Winz-Baak e. V. wurde im März des Jahres 1903, der VfL Winz-Baak 1912 e. V. mit heute aktiven Abteilungen Tischtennis, Handball, Schießen, Turnen und Fußball im Jahre 1912 sowie die Schachgemeinschaft Winz-Baak 48 e. V. im Jahre 1948 gegründet. Die aktuelle Gemeinschaftsgrundschule Oberwinzerfeld wurde 1961 in Nachfolge der Volksschule Ruhrbrücke bezogen. Die Hauptschule Oberwinzerfeld und die Grundschule Langehorst gehen auf das Jahr 1963 zurück. Es gibt die katholische Kirchengemeinde Heilig Geist und die evangelische Kirchengemeinde Winz-Baak, welche die 1991 gegründete Multikulturelle Initiative Winz-Baak unterstützt.
Zu den Sehenswürdigkeiten zählt das Ruhrtal, durch das auch der RuhrtalRadweg führt. Auf dem ehemaligen Wassergewinnungsgelände in der Ruhrschleife wurden die Wasseraufbereitungsbecken teilweise zurückgebaut und 1998 wurde das Naturschutzgebiet Ruhraue Hattingen-Winz eingerichtet. Der Bauer Alfred Schulte-Stade vom Schultenhof, der auf das Jahr 1232 zurückgeht, hält hier seit 2003 eine Herde Heckrinder.
Durch Winz führt die Trasse der S-Bahn-Linie S 3, jedoch ohne Halt.